# Ioannis Rangos

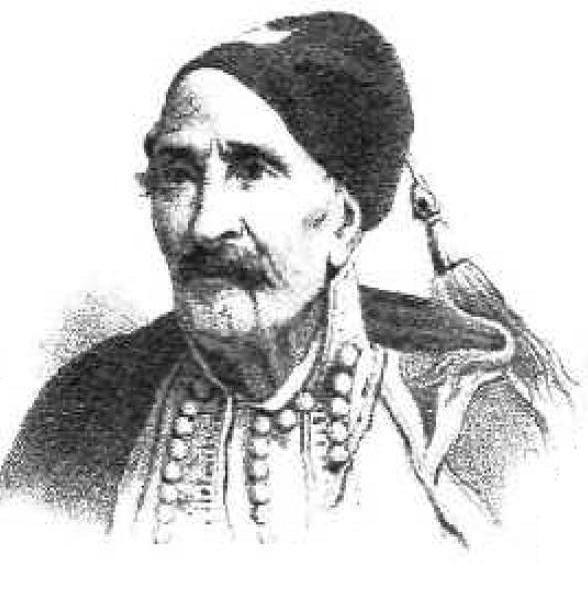
Lithografie von Ioannis Rangos (1866)

Ioannis oder Giannakis Rangos (griechisch Ιωάννης «Γιαννάκης» Ράγκος, * 1790 in Syndekno, Ätolien-Akarnanien; † 1870 in Etoliko, ebd.) war ein griechischer Armatole, General und Freiheitskämpfer während der Griechischen Revolution.
Rangos entwickelte sich zu einem der bedeutendsten Partisanenführer des westlichen Mittelgriechenlands. Er begann seine Tätigkeit als Armatole und führte in der Frühphase der Revolution (1821–1825) zahlreiche Schlachten in Ätolien-Akarnanien und Epirus, aber auch auf dem Peloponnes gegen den invadierenden Ibrahim Pascha. Rangos signifikanteste Leistung war die Rettung von Mesolongi in 1824 vor Omer Pascha, weshalb er das Armatolat Agrafa erhielt.

## Frühes Leben
Er wurde als Sohn des Armatolen Georgios Rangos geboren. Er entstammte der Familie Rangos, einer Familie von Armatolen aus der damaligen Provinz Valtos. 1808 wurde er und seine Familie von Ali Pascha gefangen genommen. Ali Pascha erkannte jedoch, dass ihm die Familie von Nutzen sein könnte, weshalb er sie wieder freiließ und sie in ihrer Autorität rehabilitierte. Nach der Ermordung seines Vaters durch Ali Pascha im Jahr 1818 übernahm Ioannis Rangos die Leitung der Familie und des Armatolats. Wohl innerhalb dieser Jahre trat er der Filiki Eteria bei.

## Beteiligung an der Griechischen Revolution
Seine revolutionären Tätigkeiten begann er mit einem taktischen Trick: Als Ali Pascha 1820 den Sultan verärgerte, startete der vermeintlich verbündete Rangos einen Feldzug, bei dem er vorgab, dem belagerten Ali zu Hilfe zu kommen. 1821, zu Beginn der Griechischen Revolution, war Rangos' Kontingent eines der kampfbereitesten.
Rangos trug viel zur Übergabe der Festungen Ali Paschas an die Soulioten bei. Danach verschwor er sich mit Gogos Bakolis, dem Kapetan von Radevizio, und kämpfte bei Stavros gegen siebentausend Türken, von denen die meisten fielen.
1822 wurde er General im Thessalien-Feldzug und Mitstreiter von Georgios Karaiskakis. Er kämpfte in den ersten beiden Jahren des Kampfes in allen Schlachten im Westen Mittelgriechenlands und Epirus. Nach der Niederlage der Griechen in der Schlacht von Peta verließ er im Herbst 1822 den Kampf.
1823 verfolgte er den abtrünnigen Karaiskakis im Auftrag der Regierung. Er war mit Karaiskakis bereits verfeindet, da beide das Armatolat von Agrafa beanspruchten.
1825 kehrte Rangos in den Kampf zurück und kämpfte gegen Ibrahim Pascha von Ägypten bei Kremmydi und Neokastro. Er zog mit seinem Korps in das belagerte Mesolongi ein und verließ es im Juli 1825. Im Jahr 1829 kämpfte er unter Dimitrios Ypsilantis in Böotien in den letzten Schlachten des Unabhängigkeitskrieges. Unter Ioannis Kapodistrias wurde er zum Mitglied des Organisationskomitees der Armee und dann zum Generalstabschef von Ostgriechenland ernannt. Rangos war ein Gegner des Monarchen Otto I. und wurde zweimal wegen Verschwörung angeklagt und anschließend vom Gericht wieder freigesprochen. Ioannis Rangos war als opportunistischer Akteur bekannt, trotz seiner oft eigennützigen Handlungen leistete er einen bedeutenden Beitrag zur Griechischen Revolution. Er starb 1870 im Alter von 80 Jahren in Etoliko.